# Kimstad
Kimstad est une localité suédoise située à une vingtaine de kilomètres au sud-ouest de Norrköping.

## Personnalités
- Märta Måås-Fjetterström (1873-1941), artiste textile suédoise est née à Kimstad